# Borvíz

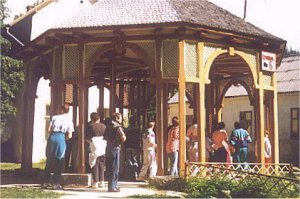
Borvízforrás Borszéken

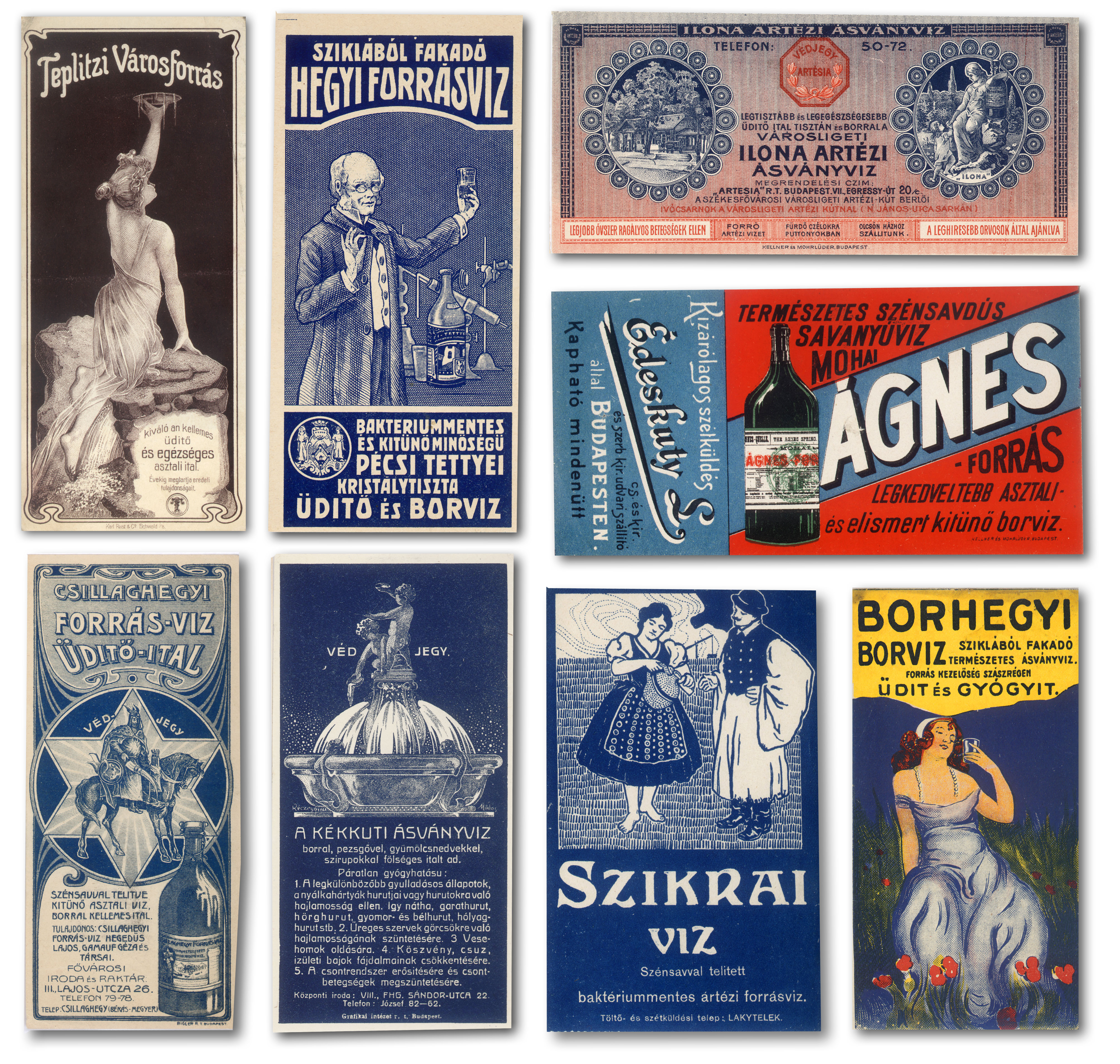
Magyar ásvány-, forrás- és borvizek 1920 előtt

A borvíz a szénsavat tartalmazó, gyógy- vagy ásványvíz erdélyi neve. A borvíz rendszerint nátrium-karbonátot tartalmaz. A forrás neve borkút. Nevét onnan kapta, hogy savanykás íze a borra emlékeztet. Székelyföld gazdag borkutakban, aki tehette, borkútról hordta az ivóvizet. Különösen nyáron borhoz keverve itták. Régebben a borvíz fuvarozása jövedelmező vállalkozás volt. A borvíz neve a Felvidéken csevice, a Dunántúlon savanyúvíz.
A székelyföldi borvíznek turisztikai jelentősége is van. 2013-ban hetedik éve tartották meg az Aquariust, a borvíz ünnepét, 
2007-ben Mikóújfaluban, 2008-ban Sugásfürdőn, 2009-ben Kézdiszentkereszten, 2010-ben Dánfalván, 2011-ben Sepsibodokon, 2012-ben Csíkszentkirályon, 2013-ban Csernátonon került sor a rendezvényre. A sikeren felbuzdulva Hargita és Kovászna megye elindította „borvíz útja” programot is.

## Gyógyfürdők
Székelyföldön található Románia ásványvízkészletének jelentős hányada, a források száma kétezer fölött van. A hagyományos gyógyfürdőhelyek – Tusnádfürdő, Borszék, Előpatak, Sugásfürdő, Zsögödfürdő – mellett mintegy 103 helyi érdekeltségű népi gyógyfürdőt tartanak számon a szakemberek, csupán a Hargita vulkáni hegység térségében. Ezekre épül a „Borvíz útja” turisztikai program.

## Élelmiszeripar
A mintegy 30 romániai ásványvíz-, illetve borpalackozó üzem fele a székelyföldi Hargita megyében működik. Így is azonban a kitermelhető vízmennyiségnek csupán 14 százalékát palackozzák.
A borvízpalackozó üzemek (Bibarcfalva, Borszék, Csíkszereda, Csíkszentkirály, Előpatak, Kovászna, Málnás, Sepsibodok, Tusnád) országos jelentőségűek.

## Lásd még
- Mofetta
- szódavíz